# ×Elymotrigia karakabinica
Elymotrigia karakabinica là một loài thực vật có hoa trong họ Hòa thảo. Loài này được Kotukhov mô tả khoa học đầu tiên năm 1990.